# Matt Lojeski
Matthew Thomas ''Matt'' Lojeski (Racine (Wisconsin), 24 de junho de 1985) é um basquetebolista profissional estadunidense naturalizado belga que atualmente joga pelo Olympiacos Pireu e seleção belga. O jogador atua na posição armador e mede 1,98m e pesa 91kg.
Em sua carreira no basquetebol universitário dos Estados Unidos jogou por Eastern Wyoming College e pelo Hawaii. Após o término de sua carreira estudantil, ingressou profissionalmente no basquetebol belga onde foi nomeado o MVP da temporada 2008-2009. Na Temporada 2014-15, atuando pelo grego Olympiacos Pireu foi campeão grego e finalista da Euroliga